# Tomás Reñones
Pedro Tomás Reñones Crego (Santiago de Compostela, La Coruña, 9 de agosto de 1960), conocido deportivamente como Tomás, es un exfutbolista y político español. Desarrolló casi toda su carrera deportiva en el Club Atlético de Madrid. Con la selección española jugó un total de 19 encuentros y participó en el Mundial de México 1986 y en la Eurocopa de Alemania 1988.
Tras finalizar su carrera futbolística fue concejal de deportes del Ayuntamiento de Marbella, ocupando temporalmente la alcaldía de dicho municipio malagueño, siendo condenado en el marco del denominado Caso Malaya.

## Trayectoria
Tomás Reñones debutó como profesional en la cantera del Club Atlético de Madrid en el año 1981, formando parte del filial rojiblanco, entonces denominado Atlético Madrileño que militaba en la Segunda División.
Tras tres temporadas en el Atlético Madrileño en las que disputó un total de 78 partidos y ganó una Copa de la Liga de Segunda División, en 1984 pasó a formar parte de la primera plantilla del conjunto colchonero.
Como lateral derecho permanecería en el Atlético de Madrid un total de doce temporadas, las últimas de ellas como capitán del Atlético, ganando una Liga, cuatro Copas del Rey y una Supercopa de España.

### Selección nacional
El 20 de noviembre de 1985 debutó como internacional con la Selección española en Zaragoza, al ser alineado por Miguel Muñoz en un encuentro amistoso ante la Selección de Austria.
Tomás disputó un total de diecinueve encuentros internacionales, dieciocho de ellos con Miguel Muñoz como seleccionador y el último con Luis Suárez:
| Fecha      | Competición            | Estadio              | Ciudad                      | Encuentro         | Encuentro | Encuentro       |
| ---------- | ---------------------- | -------------------- | --------------------------- | ----------------- | --------- | --------------- |
| 20/11/1985 | Amistoso               | La Romareda          | Zaragoza                    | España            | 0:0       | Austria         |
| 18/12/1985 | Amistoso               | Luis Casanova        | Valencia                    | España            | 2:0       | Bulgaria        |
| 22/01/1986 | Amistoso               | Insular              | Las Palmas de Gran Canaria  | España            | 2:0       | Unión Soviética |
| 19/02/1986 | Amistoso               | Nuevo Altabix        | Elche                       | España            | 3:0       | Bélgica         |
| 26/03/1986 | Amistoso               | Ramón de Carranza    | Cádiz                       | España            | 3:0       | Polonia         |
| 01/06/1986 | Mundial México 1986    | Jalisco              | Guadalajara (México)        | Brasil            | 1:0       | España          |
| 07/06/1986 | Mundial México 1986    | Tres de Marzo        | Guadalajara (México)        | Irlanda del Norte | 1:2       | España          |
| 12/06/1986 | Mundial México 1986    | Tecnológico          | Monterrey (México)          | Argelia           | 0:3       | España          |
| 18/06/1986 | Mundial México 1986    | Corregidora          | Querétaro (México)          | Dinamarca         | 1:5       | España          |
| 22/06/1986 | Mundial México 1986    | Cuauhtémoc           | Puebla (México)             | Bélgica           | 1:1       | España          |
| 24/09/1986 | Amistoso               | El Molinón           | Gijón                       | España            | 3:1       | Grecia          |
| 15/10/1986 | Amistoso               | Niedersachsenstadion | Hannover (Alemania Federal) | Alemania Federal  | 2:2       | España          |
| 27/04/1988 | Amistoso               | Santiago Bernabéu    | Madrid                      | España            | 0:0       | Escocia         |
| 01/06/1988 | Amistoso               | Helmántico           | Salamanca                   | España            | 1:3       | Suecia          |
| 05/06/1988 | Amistoso               | St. Jakob Park       | Basilea (Suiza)             | Suiza             | 1:1       | España          |
| 11/06/1988 | Eurocopa Alemania 1988 | Niedersachsenstadion | Hannover (Alemania Federal) | Dinamarca         | 2:3       | España          |
| 14/06/1988 | Eurocopa Alemania 1988 | Olímpico             | Múnich (Alemania Federal)   | Alemania Federal  | 2:0       | España          |
| 13/12/1989 | Amistoso               | Heliodoro Rodríguez  | Santa Cruz de Tenerife      | España            | 2:1       | Suiza           |

#### Participaciones en Copas del Mundo
| Mundial                        | Selección | Resultado        |
| ------------------------------ | --------- | ---------------- |
| Copa Mundial de Fútbol de 1986 | España    | Cuartos de final |

### Clubes
- Atlético Madrileño (1981-1984)
- Atlético de Madrid (1983-1996)
- Atlético Marbella (1996-1997)
- UD San Pedro (1997-1998)

### Títulos
- 1 Liga: 1995/96 (Atlético de Madrid).
- 4 Copas del Rey:  1985, 1991, 1992 y 1996 (Atlético de Madrid).
- 1 Supercopa de España: 1985 (Atlético de Madrid).

## Trayectoria política
Finalizada su carrera futbolística, Jesús Gil, presidente del Atlético de Madrid y desde 1991 alcalde de la localidad malagueña de Marbella, incorporó a Tomás Reñones a la candidatura del Grupo Independiente Liberal (GIL), partido por el que fue elegido concejal, haciéndose cargo del área de Juventud y Deportes.
Tras las acciones judiciales contra el gobierno de la ciudad por corrupción, ocupó el cargo de alcalde en funciones hasta que una junta gestora se hizo cargo del ayuntamiento. 
El martes 27 de junio de 2006, fue detenido por la policía española, a instancias del juzgado correspondiente y dentro de la Operación Malaya, por supuesta participación en la corrupción urbanística e inmobiliaria en Marbella.
Durante el proceso judicial ingresó en el Centro Penitenciario de Alhaurín de la Torre, siendo finalmente condenado a nueve meses.